# Sveti Đurađ (Virovitica)
Sveti Đurađ is een plaats in de gemeente Virovitica in de Kroatische provincie Virovitica-Podravina. De plaats telt 610 inwoners (2001).